# Ortonectide
Ortonectidele (Orthonectida) (din greaca ortho, orthos= drept + necto, nēktos = a înota + ida = sufix pentru taxoni superiori: ordine, clase, unele încrengăturii) este o încrengătură de paraziți puțin cunoscuți ai nevertebratelor marine care sunt printre cele mai simple animale multicelulare. Denumirea grupului vine de la faptul că adulții înoată în linie dreaptă în masa apei.

## Informații biologice
Adulții sunt animale vermiforme minuscule, care consistă dintr-un strat de celule ciliate înconjurând o grupare de celule sexuale. Ortonectidele înoată libere prin corpurile gazdelor, care includ viermii lați, polichetele, bivalvele și echinodermele. Acestea nu sunt hermafrodite, existând masculi și femele.
Atunci când sunt gata de reproducere, adulții părăsesc gazda, iar spermatozoizii penetrează corpul femelei (adică are loc fertilizarea internă). Zigotul rezultat se dezvoltă într-o larvă cu cili care iese din corpul mamei și caută o gazdă în care să își petreacă stadiul parazitar. Când o găsește, larva își pierde cilii și devine o larvă plasmodială cu sincițiu, care se sparge în multe celule individuale care devin următoarea generație de adulți.

## Clasificare
Încrengătura Orthonectida conține aproximativ 20 de specii cunoscute, dintre care Rhopalura ophiocomae este cea mai studiată. Ortonectidele nu se divid în clase sau ordine, și conține doar două familii.
La descoperirea sa în 1877, ortonectidele au fost descrisă ca o clasă și alteori considerată ca un ordin din Mesozoa (care pe atunci era considerat încrengătură). Studii recente au arătat că ortonectidele sunt destul de diferite de rhombozoare, cealaltă încrengătură din Mesozoa.
Specii cunoscute:
- Familia Rhopaluridae Stunkard, 1937
  - Genul Ciliocincta
    - Ciliocincta akkeshiensis Tajika, 1979 – Hokkaido, Japonia; în viermi lați (Turbellaria)
    - Ciliocincta julini (Caullery and Mesnil, 1899) – în polichetele din Atlanticul de Nord-est
    - Ciliocincta sabellariae Kozloff, 1965 – Insulele San Juan, WA (SUA); în polichete (Neosabellaria cementarium)

  - Genul Intoshia
    - Intoshia leptoplanae Giard, 1877 – Atlanticul de Nord, în viermi lați (Leptoplana)
    - Intoshia linei Giard, 1877 – Atlanticul de Nord, în nemertini (Lineus)
    - Intoshia major Shtein, 1953 – Oceanul Arctic; în gastropode (Lepeta, Natica, Solariella)
    - Intoshia metchnikovi (Caullery & Mesnil, 1899) – Atlanticul de Nord, în polichete și nemertini
    - Intoshia paraphanostomae (Westblad, 1942) – Atlanticul de Nord, în acoele
    - Intoshia variabili (Alexandrov & Sljusarev, 1992) – Oceanul Arctic, în viermi lați (Macrorhynchus)

  - Genul Rhopalura
    - Rhopalura elongata Shtein, 1953 – Arctic Ocean, in bivalves (Astarte)
    - Rhopalura gigas (Giard, 1877)
    - Rhopalura granosa Atkins, 1933 – Atlanticul de Nord-est, în bivalve (Pododesmus)
    - Rhopalura intoshi Metchnikoff – Marea Mediterană, în nemertini
    - Rhopalura litoralis Shtein, 1953 – Oceanul Arctic, în gastropode (Lepeta, Natica, Solariella)
    - Rhopalura major Shtein, 1953
    - Rhopalura murmanica Shtein, 1953 – Arctic Ocean, în gastropode (Rissoa, Columbella)
    - Rhopalura ophiocomae Giard, 1877 – Atlanticul de Nord-est, în ofiuride (de obicei Amphipholis)
    - Rhopalura pelseneeri Caullery & Mesnil, 1901 – Atlanticul de Nord-est, în polichete și nemertini
    - Rhopalura philinae Lang, 1954 – Atlanticul de Nord-est, în gastropode
    - Rhopalura pterocirri de Saint-Joseph, 1896 – Atlanticul de Nord-est, în polichete
    - Rhopalura vermiculicola

  - Genul Stoecharthrum
    - Stoecharthrum burresoni Kozloff, 1993
    - Stoecharthrum fosterae Kozloff, 1993
    - Stoecharthrum giardi Caullery & Mesnil, 1899 – Atlanticul de Nord-est, în polichete
    - Stoecharthrum monnati Kozloff, 1993 – Atlanticul de Nord-est, în moluște
- Familia Pelmatosphaeridae
  - Genul Pelmatosphaera
  - Pelmatosphaera polycirri Caullery & Mesnil, 1904 – Atlanticul de Nord-est, în polichete și nemertini